# Лог (Крањска Гора)
Лог (словен. Log) је насељено место у општини Крањска Гора, Горењска регија, Словенија.

## Историја
До територијалне реорганизације у Словенији био је у саставу старе општине Јесенице.

## Становништво
У попису становништва из 2011. године, Лог је имао 93 становника.
| Број становника према пописима | Број становника према пописима | Број становника према пописима |
| ------------------------------ | ------------------------------ | ------------------------------ |
| 1991                           | 2002                           | 2011                           |
| 57                             | 80                             | 93                             |

## Галерија
- бициклистичка стаза
- Алпска флора